# Woodville (Australie-Méridionale)
Pour les articles homonymes, voir Woodville.
Woodville est un quartier d'Adélaïde en Australie-Méridionale, situé à environ 8 km au nord-ouest du centre.
Sa population était de 2 180 habitants en 2021. 